# Epicypta immaculata
Epicypta immaculata är en tvåvingeart som beskrevs av Tonnoir och Edwards 1927. Epicypta immaculata ingår i släktet Epicypta och familjen svampmyggor. Inga underarter finns listade i Catalogue of Life.